# Catedral de Santa Rosa de Lima (Carúpano)
La Catedral de Santa Rosa de Lima o simplemente Catedral de Carúpano, es un templo católico protegido como Monumento Histórico localizado en la ciudad de Carúpano en la Península de Paria, Estado Sucre, en el país sudamericano de Venezuela. Su última gran modificación data del año 1959.
Fue erigida bajo advocación de Santa Rosa de Lima y pertenece al conjunto de monumentos del Municipio Bermúdez desde el año 1996 en virtud del decreto 8377 del 2 de octubre del mismo año; en la categoría de «Monumento Histórico».

## Historia
El templo original fue fundado en 1741. La iglesia actual comenzó a construirse en 1958, inspirada en un estilo mixto románico, sustituyendo a un templo más pequeño; posee dos torres, las torres tienen una altura de 36 m cada una, tres naves y un crucero, dos cúpulas y un ábside. Siendo consagrada el 30 de agosto de 1969 y declarada patrimonio histórico del Municipio Bermúdez en 1996.
Para el año 1790, el actual territorio diocesano estuvo bajo el cuidado pastoral de los obispos de Puerto Rico. En ese año se fundó la Diócesis de Guayana, que comprendía en un principio todo el Oriente venezolano.
Las vicisitudes de la Guerra de Independencia (1811-1821) ocasionaron grandes inconvenientes al desarrollo de la vida eclesial en Venezuela, la cual, pudo empezar a recuperarse sólo a finales del siglo XIX. En 1922 se fundó la Diócesis de Cumaná, que comprendía el actual territorio de la Diócesis de Carúpano. Durante el resto del siglo los Prelados cumaneses crearon parroquias, institutos educativos y benéficos desarrollando, la vida eclesial en el territorio de la actual Diócesis.
La Diócesis de Carúpano fue creada por el papa Juan Pablo II el 4 de abril de 2000, teniendo como primer obispo, a monseñor Manuel Felipe Díaz Sánchez, quien tomó posesión el 13 de julio del mismo año. La diócesis comenzó con diecinueve parroquias y quince sacerdotes (doce diocesanos y tres pertenecientes a una Sociedad de Vida Apostólica). Contaba con la presencia de seis comunidades religiosas femeninas y una comunidad de misioneras consagradas seglares.

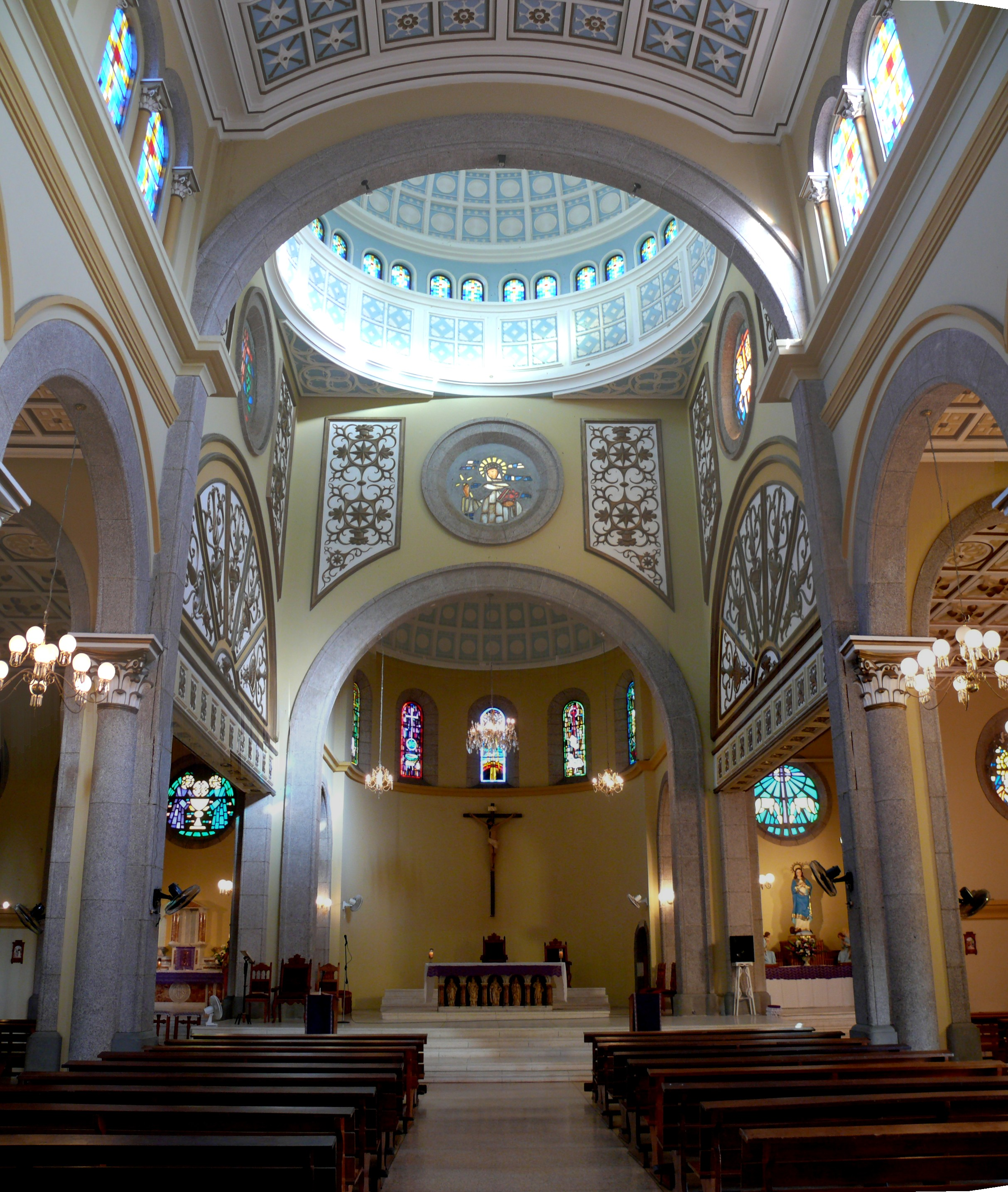
Vista Interna

En el orden pastoral, la diócesis acogió el Plan de Renovación Pastoral que había sido iniciado por la Arquidiócesis de Cumaná, y que cuenta con la asesoría del Movimiento por un Mundo Mejor. Este Plan ha permitido la realización de una acción pastoral y evangelizadora más orgánica y planificada, a pesar de las naturales carencias de una diócesis que se inicia. 
La parroquia Catedral Santa Rosa de Lima comprende el casco histórico y cívico de Carúpano, así como también los sectores de Guayacán de los Pescadores, Santa Rosa, Baliachi, Araure, San Rafael, San Miguel, Suniaga, Parque Miranda, El Bajo, Curacho, Tío Pedro, El Tigre, Santa Teresa, Conjunto Residencial Tío Pedro, Avenida El Carmen, Boca de Río, Virgen de Coromoto, Carretera vieja de Macarapana y Macarapana.